# Girls only
Girls only is een muziekalbum van The Cats uit 1985. De elpee dankt zijn naam aan de keuze voor de liedjes erop, omdat in elk nummer een meisje wordt bezongen. Het is een verzamelalbum met eerder verschenen werk, zoals de nummer 1-hits Lea (1968) en Marian (1969). Verder staat er het nummer Linda op, dat in 1973 voor het eerst op de B-kant van de single Let's go together verscheen maar nog niet eerder op een elpee was uitgebracht. Op twee nummers na bestaat het hele album uit eigen nummers.

## Nummers
| Nummer | Naam          | Geschreven door               | Duur | Opmerkingen |
| ------ | ------------- | ----------------------------- | ---- | ----------- |
| A1     | Lea           | Arnold Mühren                 | 3:40 |             |
| A2     | Cindy         | Peter Reber en Rolf Zuckowski | 3:42 |             |
| A3     | Lorene        | Arnold Mühren en Marnec       | 3:16 |             |
| A4     | Annabell      | Jaap Schilder                 | 3:44 |             |
| A5     | Karin         | Arnold Mühren en Marnec       | 3:35 |             |
| A6     | Mandy my dear | Jaap Schilder                 | 3:40 |             |
| B1     | Marian        | Arnold Mühren                 | 4:00 |             |
| B2     | Eleanor       | Jaap Schilder en Alan Parfitt | 4:48 |             |
| B3     | Jenny         | Arnold Mühren                 | 3:55 |             |
| B4     | Diana         | Cees Veerman                  | 3:06 |             |
| B5     | Mary Lee      | John Haines en Ken Sutherland | 3:21 |             |
| B6     | Linda         | Piet Veerman en Jaap Schilder | 3:19 |             |